# Zitruspflanzen

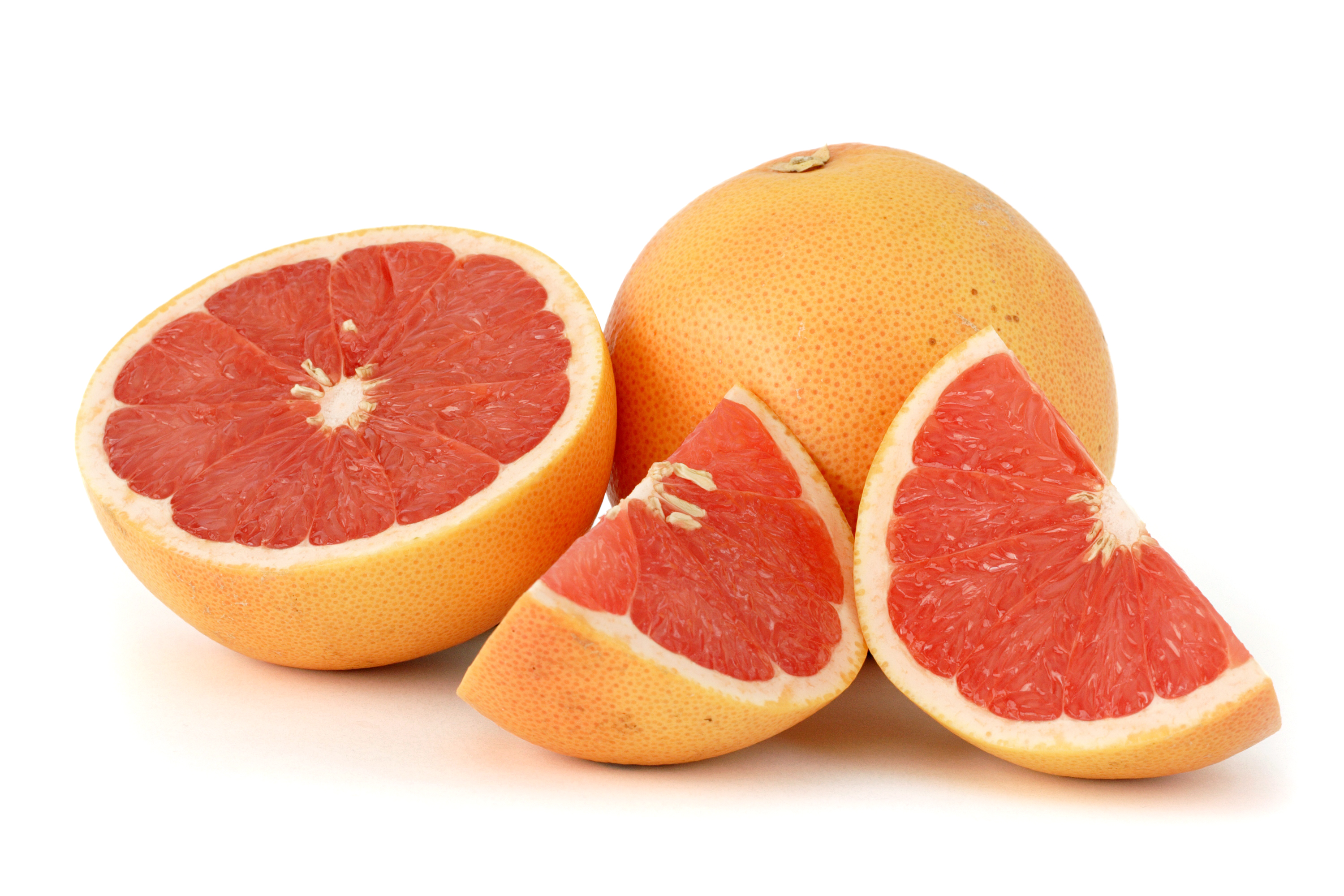
Grapefruit

Die Zitruspflanzen (Citrus) sind eine Pflanzengattung aus der Familie der Rautengewächse (Rutaceae). Sie stammen aus dem tropischen und subtropischen Südosten Asiens. Die Vertreter dieser Gattung liefern die Zitrusfrüchte (hauptsächlich Orangen, Mandarinen, Zitronen und Grapefruits), die weit verbreitet in den warmen Gebieten der Erde angebaut werden. Diese Früchte stellen eine Sonderform der Beere dar, die charakteristisch für die Gattung Citrus ist.

## Beschreibung

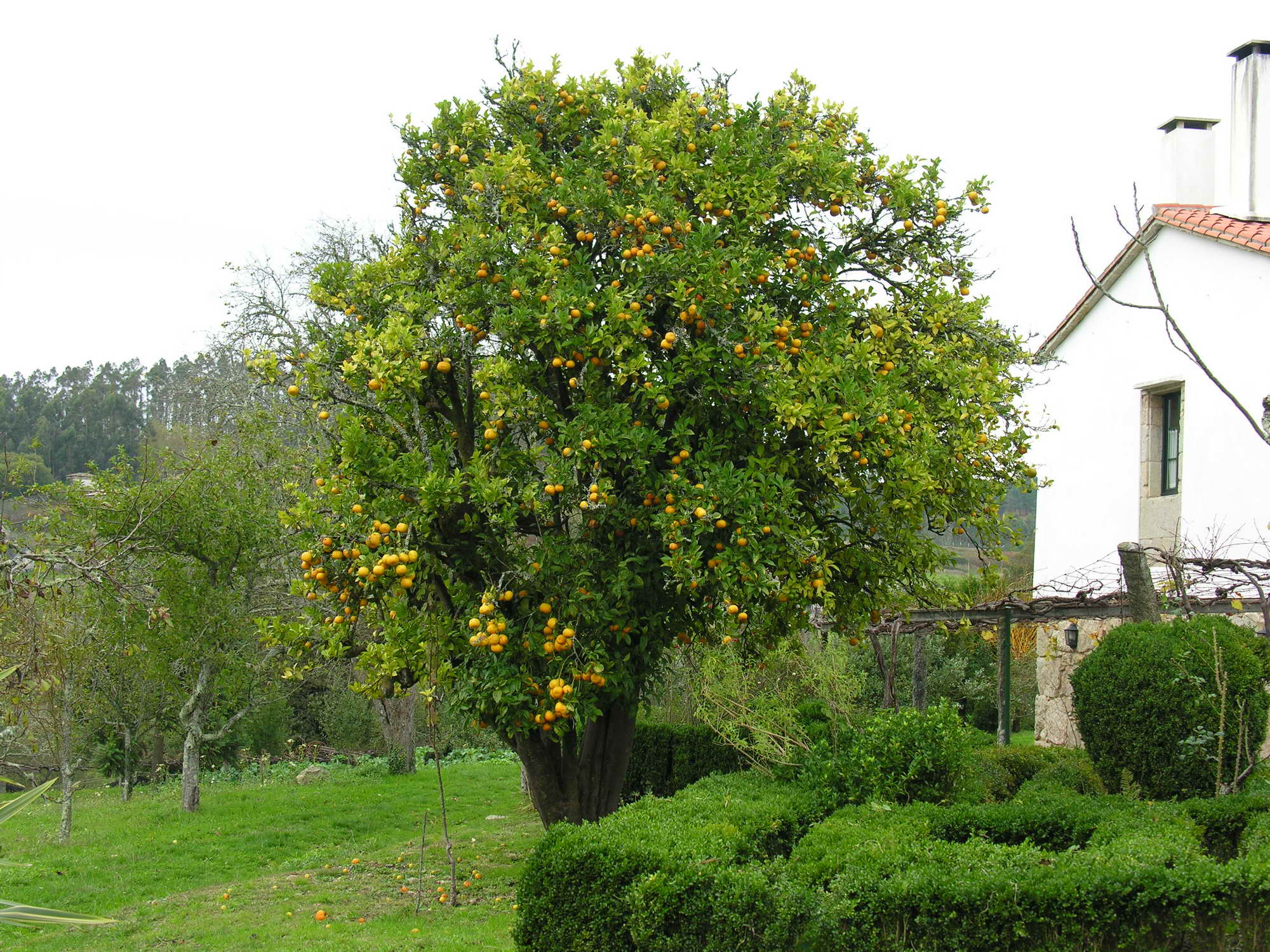
Typischer Habitus mit kurzem, bald verzweigtem Stamm

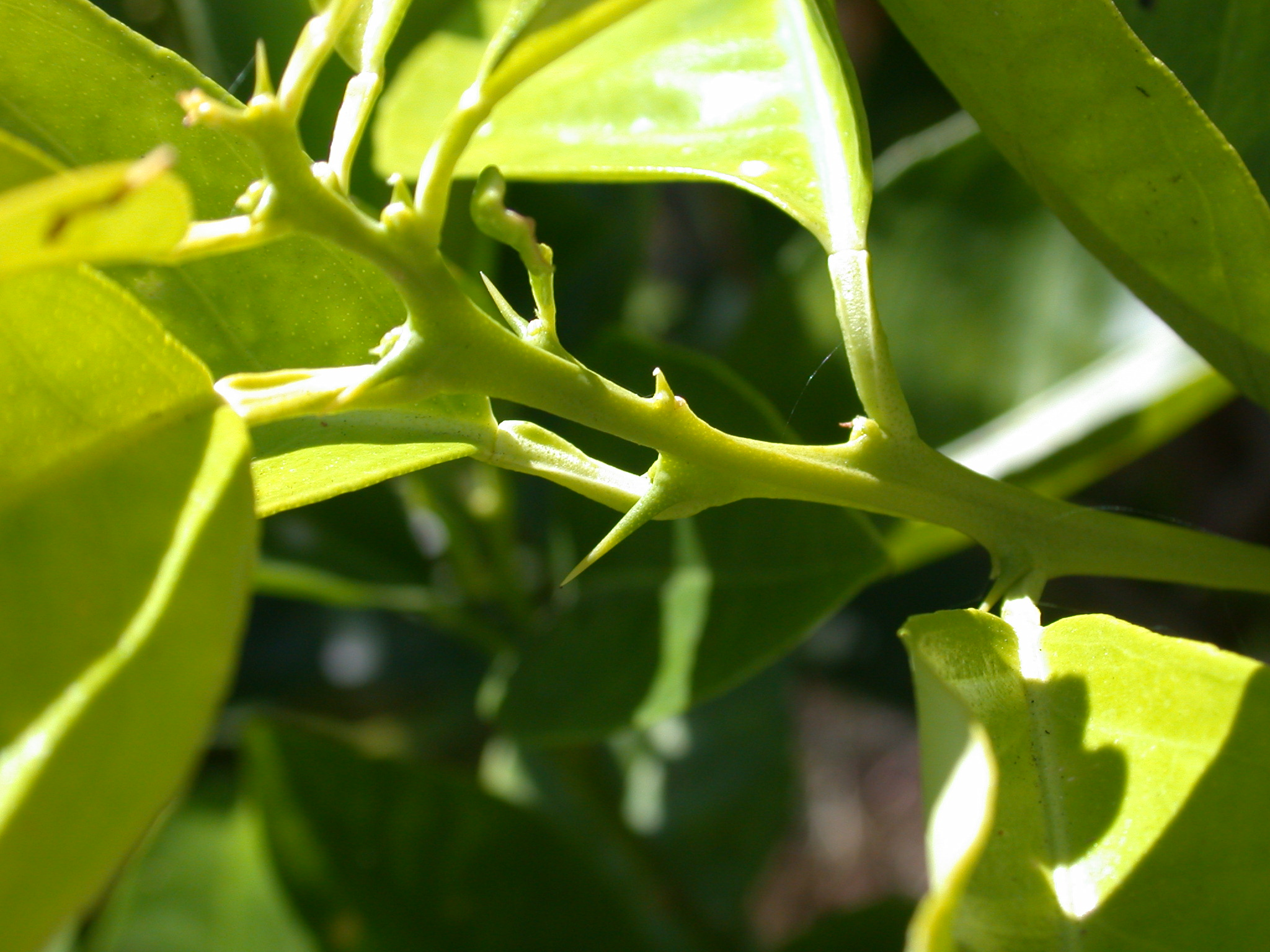
Zweig: Zu erkennen ist das Gelenk zwischen Blattspreite und Blattstiel, der leicht geflügelte Blattstiel, der am Zweig herablaufende Grat unterhalb jedes Blatts, die in den Blattachseln sitzenden Dornen und Knospen.

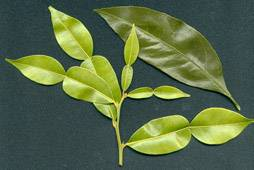
Die verbreiterten Blattstiele der Ichang-Papeda (Citrus ichangensis) im Gegensatz zu den unverbreiterten einer Mandarine

Es handelt sich um immergrüne Bäume oder große Sträucher. Sie erreichen Wuchshöhen von etwa 5 bis 25 Metern. Die Blüten sind weiß, die rundlichen Früchte färben sich zur Reife grün, gelb oder orange.

### Zweige, Stamm und Wurzeln
Die jungen Zweige sind grün und kantig. Sie besitzen einen Grat unterhalb jedes Blattansatzes, der langsam nach unten ausläuft. Es ergibt sich ein dreieckiger Querschnitt, der sich jedoch mit einsetzendem Dickenwachstum verliert. In der Blattachsel sitzen Knospen sowie manchmal jeweils ein Dorn. Dornen werden häufig nur bei jungen Pflanzen oder stark wachsenden Zweigen ausgebildet. Die austreibenden Knospen können sich zu rein vegetativen Sprossen, zu Sprossen mit Blättern und Blüten oder zu solchen ausschließlich mit Blüten entwickeln. Die Zweige beenden ihr Längenwachstum nicht mit einer Endknospe, die letzte Seitenknospe übernimmt diese Funktion (Sympodium).
Ältere Äste sind rund, ihre Rinde ist dünn, grau und glatt, das Holz gelblich. Der Stamm ist oft krumm und teilt sich schon kurz über dem Boden in viele unregelmäßig verzweigte Äste. Unter günstigen Bedingungen tritt keine Wachstumspause ein, Jahresringe werden nur in Klimaten mit ungünstigen Jahreszeiten gebildet. Das Dickenwachstum kann während einer Wachstumsperiode in mehreren Schüben verlaufen, so dass Xylem und Phloem mehrmals im Jahr Strukturen bilden, die Jahresringen gleichen.
Das Wurzelsystem besteht aus einer Pfahlwurzel sowie seitlichen sekundären Wurzeln. Zwei Typen von Wurzeln lassen sich unterscheiden: dickere Haltewurzeln, die auch ein sekundäres Dickenwachstum aufweisen, sowie dünnere Faserwurzeln, die verzweigte Büschel bilden, sich aber kaum verdicken. Pilze der Gattung Glomus wurden als Mykorrhiza entdeckt.

### Blätter
Die Laubblätter in der Gattung Citrus werden als Reduzierung von unpaarig gefiederten Blättern verstanden, bei denen nur noch das Endblättchen vorhanden ist. Nur bei nahe verwandten Gattungen sind drei Fiederblättchen ausgebildet. Trenngewebe gibt es zwischen dem Blattstiel und dem Spross sowie weniger stark ausgebildet zwischen dem Blattstiel und dem Blättchen. An den Zweigen sind die Blätter spiralig angeordnet. Nach drei Umdrehungen sitzt das neunte Blatt wieder genau über dem ersten, manchmal auch nach zwei Umdrehungen das sechste Blatt. Bei jedem neuen Austrieb ändert sich die Richtung der Spiralität.
Die Blattspreite ist oval bis länglich geformt, die Blattspitze manchmal in einer Träufelspitze auslaufend. Oberseits sind die Blätter dunkelgrün, unterseits heller gelb-grün, auf beiden Seiten glatt. Der Blattrand ist meistens leicht gekerbt. Die Blätter fühlen sich meist dick und ledrig an. Von den Blattadern ist nur die Hauptader in der Mitte des Blatts hervortretend, die Seitenadern verzweigen sich y-förmig, die Seitenäste benachbarter Adern treffen sich (Anastomose) und bilden eine netzartige Aderung. Im Blatt befinden sich Öldrüsen, hauptsächlich am Rand und an der Blattspitze. Im Gegenlicht sind sie als kleine helle Punkte zu erkennen.
Der Blattstiel ist oft deutlich geflügelt, bei manchen Arten kann der verbreiterte Blattstiel genauso groß werden wie die eigentliche Blattspreite.

### Blütenstände und Blüten

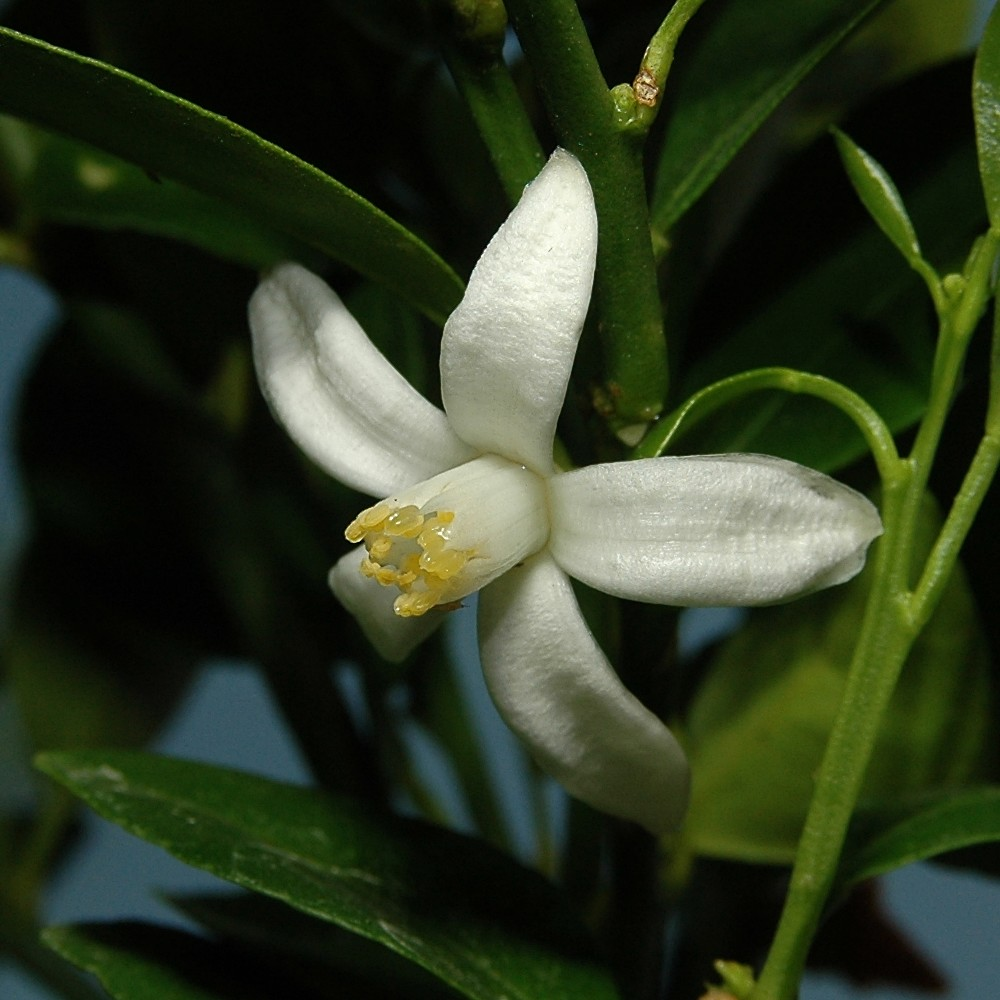
Blüte einer Zitrone (Citrus ×limon)

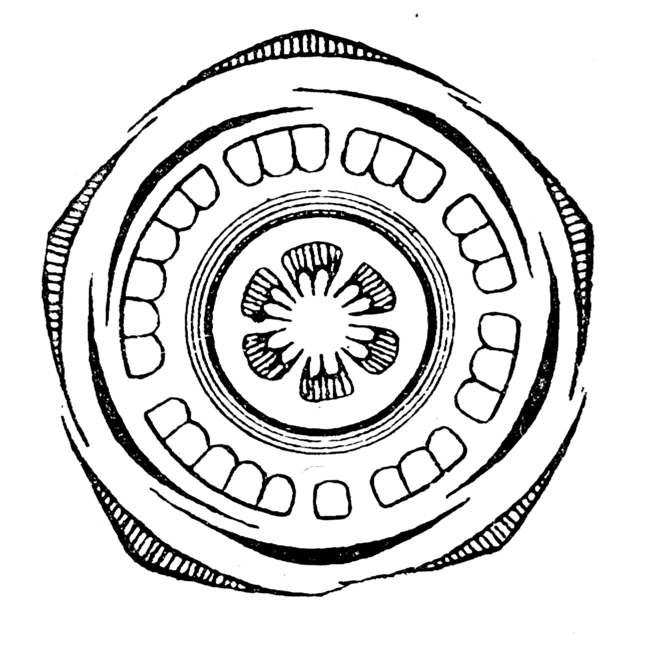
Blütendiagramm von Citrus ×aurantium aus dem „Strasburger“ (dort als Citrus vulgaris)

Die Blüten sitzen einzeln oder zu wenigen in doldenartigen traubigen Blütenständen zusammen. Blüten oder Blütenstände entwickeln sich aus Knospen in den Blattachseln der Zweige, die Blütenstände können beblättert oder blattlos sein. Je nach Wachstumsrhythmik blühen Zitruspflanzen zu einer bestimmten Zeit im Jahr, dann oft direkt nach einer ungünstigen Jahreszeit, oder auch verteilt über das ganze Jahr.
Es kommen zwittrige sowie rein männliche Blüten vor. Die gestielten, radiärsymmetrischen Blüten weisen Durchmesser von 1 bis 5 Zentimeter auf. Die Kelchblätter sind verwachsen und formen einen fünfzipfligen, fleischigen Kelch. Er bleibt bis zur Fruchtreife haften. Die Kronblätter, normalerweise fünf, sind nicht verwachsen. Sie sind dick und ledrig, mit einer wachsartig glatten Oberfläche, weiß gefärbt oder selten rosa auf der Außenseite. Die Kronblätter enthalten Öldrüsen.
Staubblätter sind meist viermal so viele wie Kronblätter, also zwanzig vorhanden, es kommen aber auch bis zu vierzig vor. Die weißen Staubfäden können am Grund in mehreren Gruppen verwachsen sein. Die gelben Antheren sind vierlappig.
Am Grund der Staubblätter befindet sich eine Nektarscheibe. Diese ringförmige Struktur umschließt das Gynoeceum und sondert einen wässrigen Nektar ab. Die Blüten verströmen oft einen starken Duft und sind dadurch und durch den produzierten Nektar für Insekten attraktiv.
Der oberständige Fruchtknoten besteht aus etwa drei bis vierzehn verwachsenen Fruchtblättern. Jedes Fruchtblatt enthält zwei bis acht oder noch mehr Samenanlagen, die vertikal in zwei Reihen entlang der Mittelachse angeordnet sind. Durch den einzelnen, zylindrischen Griffel führen Griffelkanäle von den Samenanlagen zur Narbe. Diese ist recht groß und rund.

### Früchte

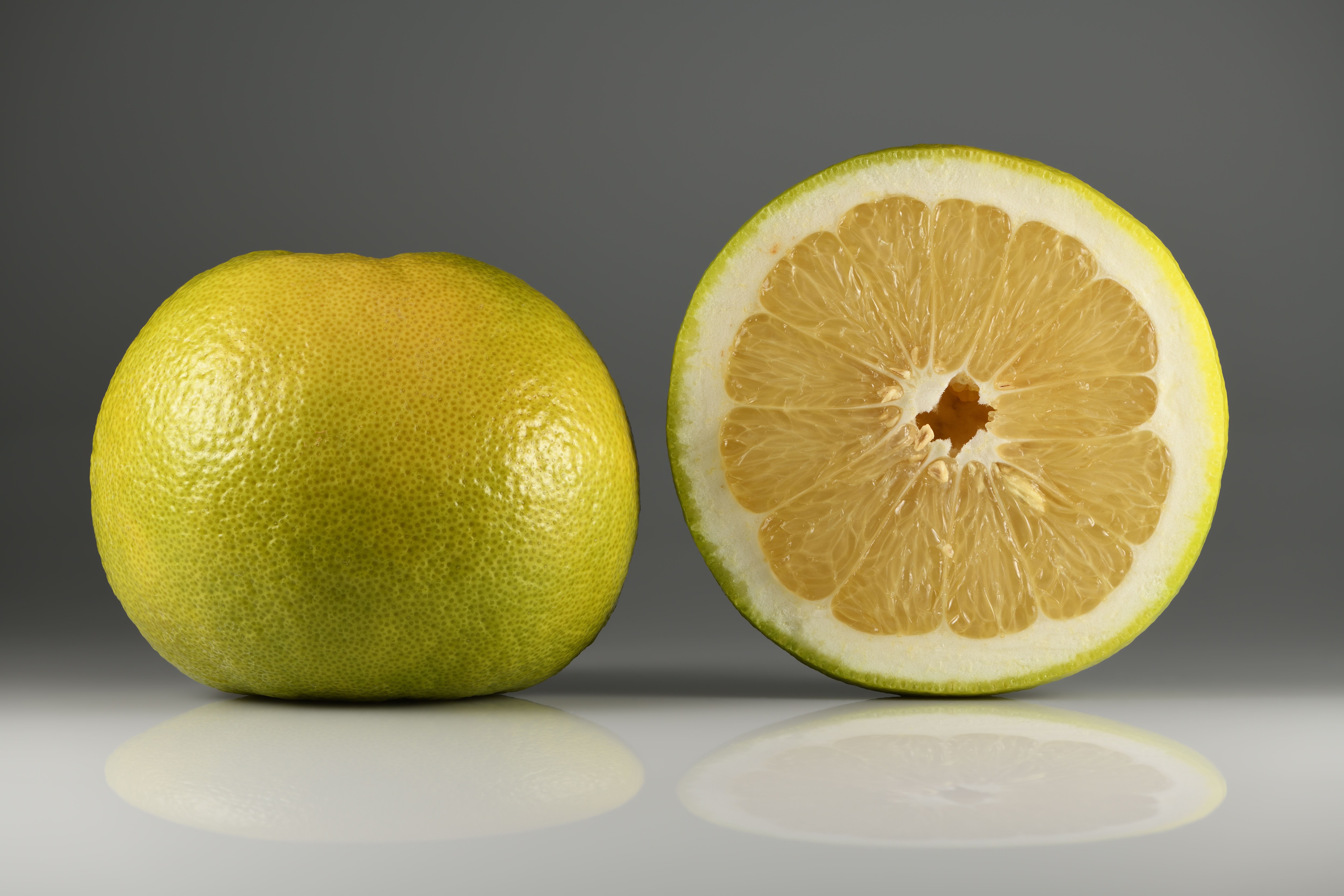
Früchte der Sorte Citrus ×aurantium ‘Sweetie’, hier ist die zentrale Achse bei der Reife hohl

Aus dem Fruchtknoten bilden sich die kugeligen, ovalen oder etwas birnenförmigen Früchte, entsprechend der Anzahl der Fruchtblätter eingeteilt in Segmente („Spalten“, „Schnitze“). Die Fruchtgröße variiert stark, die kleinsten Früchte haben einen Durchmesser von etwa einem Zentimeter, die größten gezüchteten Sorten bringen Früchte mit dreißig Zentimeter Durchmesser hervor.
Das Perikarp (Fruchtwand) bildet drei unterscheidbare Schichten: Das Exokarp, hier Flavedo genannt, bildet die äußerste, farbige Schicht der Frucht, mit einer Cuticula und dicht gepackten Parenchymzellen. Hier befinden sich wieder zahlreiche Öldrüsen. Die Parenchymzellen enthalten Chloroplasten, die für die grüne Farbe unreifer Früchte verantwortlich sind. Im Laufe der Reifung wandeln sich diese zu Chromoplasten, die die Frucht gelb oder orange färben. Das Mesokarp (Albedo) darunter ist weiß und schwammig. Die Albedo degeneriert je nach Art unterschiedlich stark, ebenso die Trennwände (Septen) des Fruchtknotens. Entsprechend lassen sich manche Zitrusfrüchte leicht schälen und in einzelne Segmente teilen. Das Endokarp besteht aus einem dünnen Häutchen, das sich rund um die einzelnen Fruchtblätter erstreckt.
Aus dem Endokarp stülpen sich saftgefüllte kleine Säckchen nach innen in die einzelnen Segmente und füllen sie vollständig aus. Diese Saftschläuche wachsen von der Außenseite der Frucht in Richtung Fruchtmitte, die äußeren sind kurz gestielt, nach innen zu werden die Stiele länger. Sie sind von einer Epidermis umhüllt, so dass man die einzelnen Säckchen erkennen kann, aber meist so zusammengewachsen, dass sie nicht separiert werden können. Im Innern dieser Saftschläuche befinden sich große Zellen mit großer Vakuole, aber auch einige kleinere Zellen sowie Öltröpfchen können dort vorkommen. Die Gesamtheit der Saftschläuche wird Pulpa genannt. Diese Strukturen, reich an aromatischem, süßem bis bitterem Saft, sind der Teil der Frucht, der frisch verzehrt wird. Das umgebende zellulosereiche weiße Gewebe ist Ballaststoff für die Verdauung, die ölreiche Schale wird – sofern insektizidfrei – geraspelt, kandiert als Gewürz oder zur Gewinnung des Aromastoffs verwendet.
Die zentrale Achse (Columella) der Frucht, die sich vom Ansatz des Blütenstiels auf der einen Seite bis zum Ansatz des Griffels auf der anderen erstreckt, ist mit schwammigem Parenchymgewebe und Leitungsbahnen gefüllt. Die Fruchtblätter sind hier in der Mitte zusammengewachsen; in der Mitte jedes Fruchtblatts, also im Zentrum der Frucht, ist die Ansatzstelle des Griffelkanals zu den Samenanlagen. In der reifen Frucht kann die zentrale Achse mit Gewebe ausgefüllt oder hohl sein.
Die Schnittstelle zwischen Blüte und Blütenstiel verholzt bei zunehmender Fruchtreife. Während die Blüte noch ein Trenngewebe zwischen Blütenstiel und Fruchtknoten aufweist, wird dieses verfestigt, wenn sich eine Frucht bildet. Zur Reife bildet sich eine neue Sollbruchstelle.
Diese beschriebene Sonderform einer Beere wird gelegentlich Hesperidium genannt, ein Ausdruck, den schon Carl von Linné prägte. Er bezog sich damit auf die „goldenen Äpfel der Hesperiden“. Weitere botanische Begriffe für diese Beeren mit ledriger Schale sind Endokarpbeere oder Panzerbeere.

### Ernte
Die Ernte erfolgt bei Orangen und Grapefruit in der Regel entweder total, d. h. alle Früchte eines Baumes werden gleichzeitig geerntet, oder nach und nach, wie bei Zitronen und Limetten. Die Früchte reifen nicht nach (wie Bananen), da sie stärkearm sind. Reife und volle Schalenausfärbung werden nicht immer gleichzeitig erreicht. Grünschaligkeit bedeutet daher nicht immer Unreife. Für die gewohnte Färbung sind einige kühle Nächte erforderlich. Zu warmes Wetter bewirkt Grünfleckigkeit.

### Samen
Die Samen sind rundlich bis länglich-zugespitzt und etwa 0,5 bis 1 Zentimeter groß. Ihre strohfarbene äußere Schale (Testa) ist hart und ledrig, oft mit Leisten oder Rippen versehen. Darunter befindet sich eine braun gefärbte, trockene Haut. Im reifen Samen wird der Platz durch die Keimblätter ausgefüllt, Endosperm ist nicht vorhanden. Die Keimblätter speichern die Nährstoffe für den Keimling und sind je nach Art weiß, gelblich oder grün gefärbt.
Jeder Samen kann mehrere Embryonen enthalten (Polyembryonie), eine Seltenheit unter den Samenpflanzen. Bis auf einen verkümmern jedoch die meisten Embryonen eines Samens. Die Polyembryonie entsteht dadurch, dass nicht nur aus der befruchteten Eizelle der Samenanlage ein Embryo entsteht, sondern auch aus einzelnen Nucellus-Zellen der Samenanlage. Diese Nucellar-Embryonie ist eine Sonderform der Apomixis. Zur Bildung dieser Embryonen ist jedoch als Auslöser die Befruchtung der Eizelle nötig. Somit entspricht ein Teil der Embryonen, häufig sogar der größere, genetisch der Mutterpflanze, und nur ein Teil besitzt zwei Eltern.
Werden die Blüten nicht bestäubt, bilden sich bei einigen Zitruspflanzen trotzdem Früchte (Jungfernfrüchtigkeit). Diese enthalten dann keine Samen, auch nicht solche mit nucellaren Embryos. Einige Sorten bilden selten oder sogar nie Samen, selbst wenn die Blüten bestäubt wurden. Kommerziell genutzte Sorten werden auf solche Früchte ohne Samen selektiert. (Beispiel: Persische Limette, Satsuma Mandarine)
Die Keimung erfolgt hypogäisch oder epigäisch. Die ersten beiden echten Blätter stehen gegenständig und sehen meist auch etwas anders aus als die folgenden Blätter.

## Kulturgeschichte

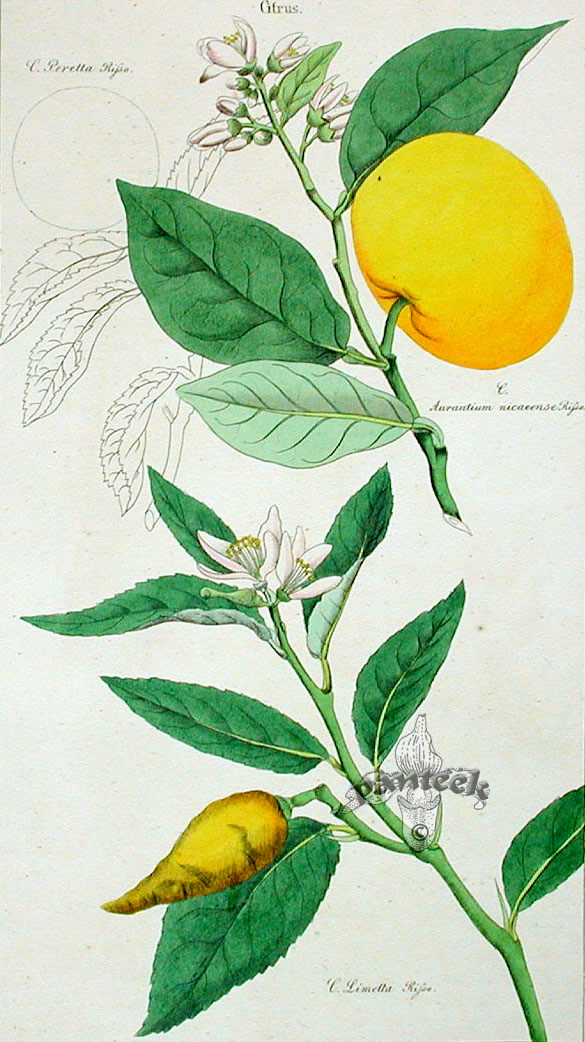
Illustration zweier Citrus-Sorten aus David Dietrichs Flora Universalis (1831)

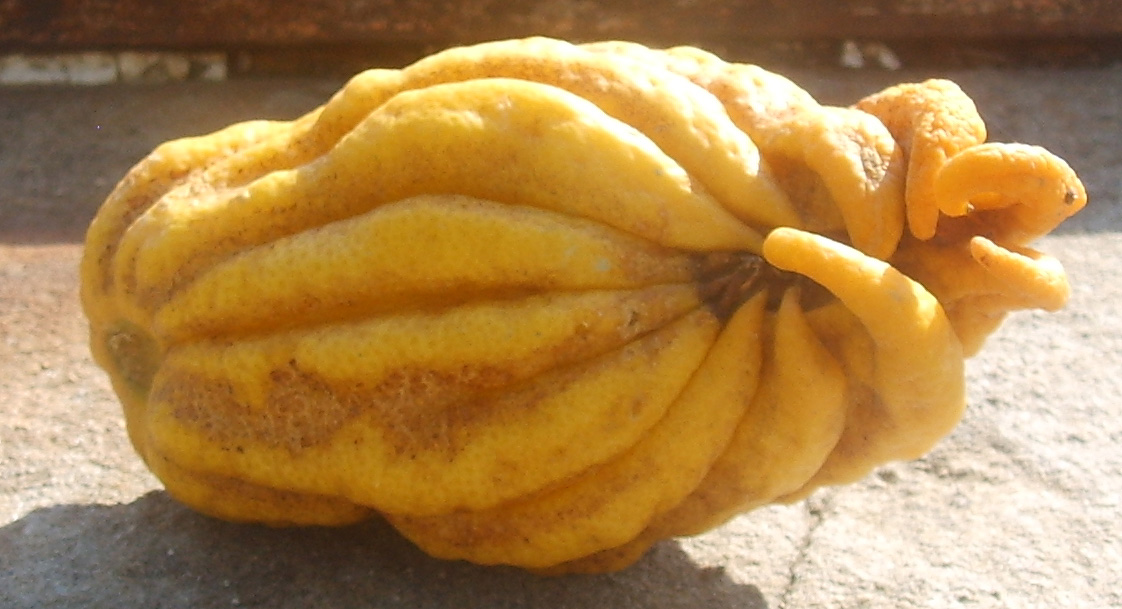
Diese Sorte der Zitronatzitrone ist in Asien als „Buddhas Hand“ bekannt

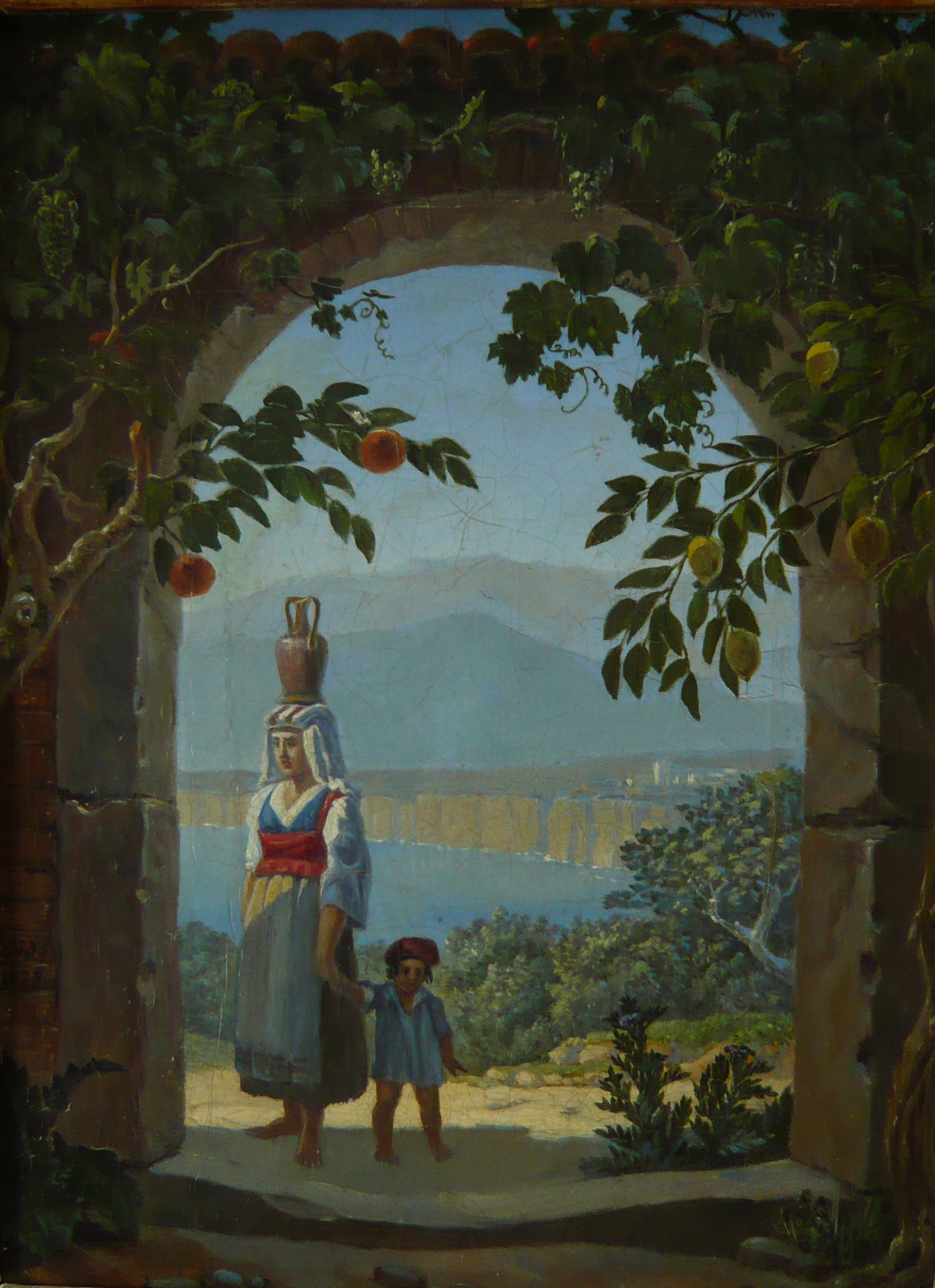
Blick aus einem Orangen- und Zitronenhain auf den Golf von Neapel. Erinnerung an Sorrent (1828) von Carl Gustav Carus

Genetische, stammesgeschichtliche und biogeografische Analysen der Zitruspflanzen wurden dahingehend interpretiert, dass sie ihren Ursprung vor rund acht Millionen Jahren im Gebiet der südöstlichen Ausläufer des Himalayas hatten, in einer Region, die das heutige östliche Assam, den Norden von Myanmar und den Westen von Yunnan umfasst, und dass sie sich damals – im Miozän – sehr rasch in diverse Arten aufspalteten. Aufgrund der essbaren Früchte wurden Zitruspflanzen früh kultiviert, verbreitet und sind weltweit anzutreffen.

### Ursprünge in Ostasien
Eine sehr alte Erwähnung finden Zitrusfrüchte im Yü Kung, das Tributzahlungen an den chinesischen Herrscher Ta Yu verzeichnet, dieser regierte von 2205 bis 2197 v. Chr. (der Text wird allerdings auf etwa 800 v. Chr. datiert). Legge übersetzt daraus:

“The wild people of the islands brought garments of grass, with silks woven in shell-patterns in their baskets. Their bundles contained small oranges and pummeloes,--rendered when specially required.”

„Die Eingeborenen der Inseln brachten Kleider aus Gras, mit seidenen Muschel-Mustern in ihren Körben. Ihre Bündel enthielten kleine Orangen und Pampelmusen – auf spezielle Anforderung gebracht.“

Mit dem Wort „chu“ waren kleine Mandarinen und Kumquats gemeint, mit „yu“ Pampelmusen und Yuzu. Erst später, um 200 v. Chr., kommen „kan“, größere Mandarinen oder Orangen, hinzu. Erst 300 n. Chr. finden sich dann Hinweise auf die Zitronatzitrone in China. Im Jahre 1178 konnte Han Yen Chih im Chü lu, einer Monographie über Zitrusfrüchte, schon 28 verschiedene kultivierte Sorten detailliert beschreiben. Auch das Veredeln von Zitruspflanzen auf die Dreiblättrige Bitterorange „chih“ (Poncirus trifoliata) war bekannt.
In Indien findet sich eine Erwähnung von Zitrusfrüchten im Vajasaneyi samhita, Texten, die noch vor 800 v. Chr. geschrieben wurden. Zitrone und Zitronatzitrone werden dort jambila genannt. Bezeichnungen für die Orange tauchen um das Jahr 100 n. Chr. auf.

### Einführung nach Europa

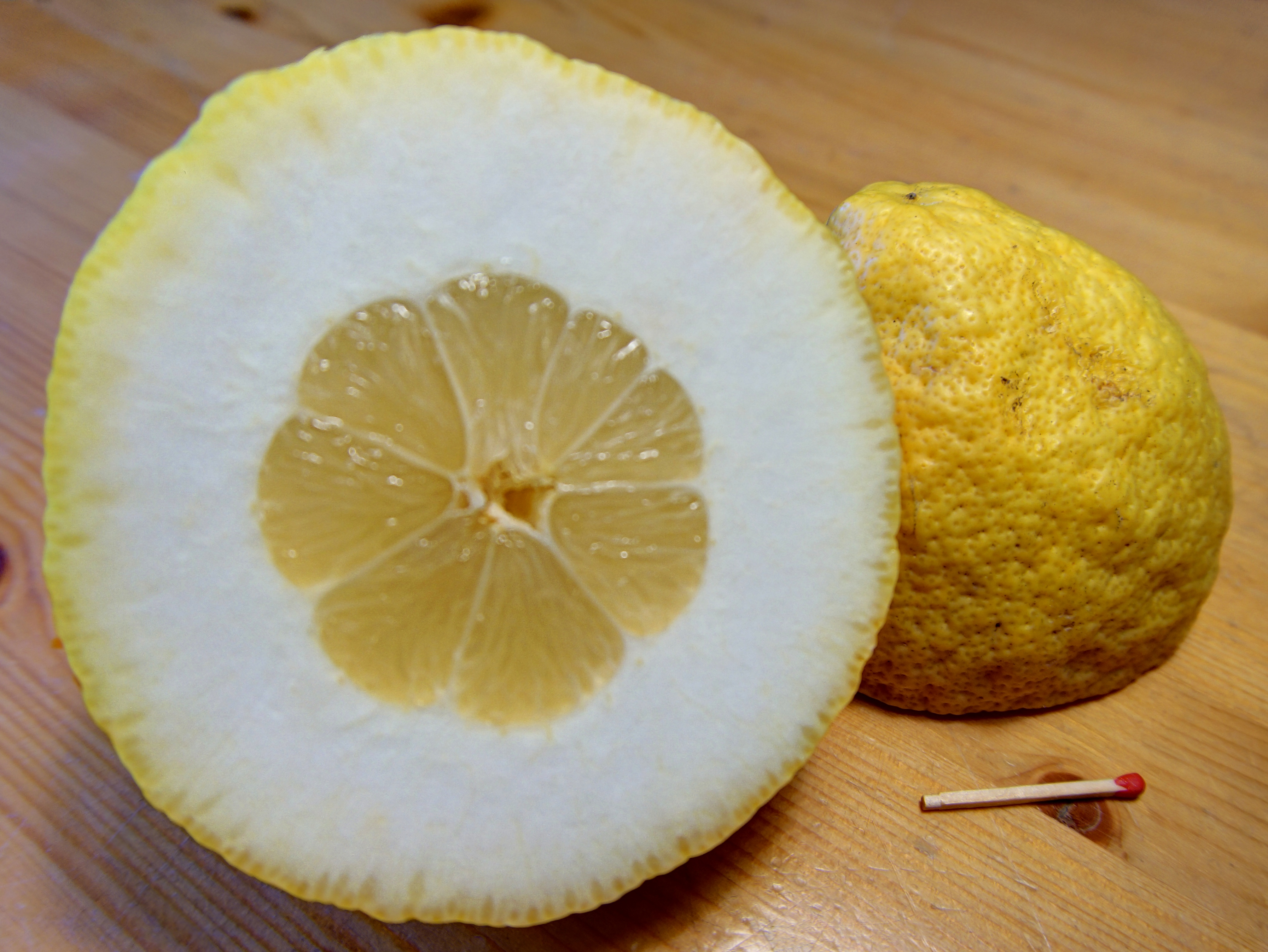
Halbierte Zitronatzitrone
Durchmesser 12 cm

Die Zitronatzitrone war die erste Zitrusfrucht, die von Menschen in Richtung Westen verbreitet wurde. In der Folge der Züge Alexanders des Großen wurde der Baum, der zu dieser Zeit in Persien kultiviert wurde, in Kleinasien eingeführt. Theophrastus gibt um 310 v. Chr. eine detaillierte Beschreibung der Zitronatzitrone und ihrer Nutzung, weist aber auch darauf hin, dass er die Frucht nicht aus eigener Anschauung kennt. Sie war dann im zweiten Jahrhundert nach Christus im östlichen Mittelmeergebiet allgemein bekannt. Eingeführt wurden sie durch jüdische Migranten, die sich nach der Eroberung Jerusalems im Jahre 70 nach Christus in Spanien, Griechenland und Italien und hier insbesondere in Kalabrien ansiedelten. Vergil nennt die Frucht Medischen Apfel, bei Dioscurides taucht dann die lateinische Bezeichnung Citria auf. Plinius der Ältere (um 77 n. Chr.) nennt die Zitronatzitrone malus medica, malus assyria, oder citrus, nach seiner Darstellung war sie den Römern zu dieser Zeit nur als exotischer Import bekannt, eventuell in Italien vorhandene Bäume fruchteten wohl nicht. In De re coquinaria, einer Sammlung spätantiker römischer Rezepte aus dem 3. oder 4. Jahrhundert n. Chr. stammt, wird unter anderem eine Methode zur längeren Aufbewahrung von Zitronen genannt. Beschrieben wird auch ein Saucenrezept, bei dem Zitronatschale mit Minze und Fenchel sowie Brühe gemischt wird. Obwohl die Zitronatzitrone in der Bibel nicht ausdrücklich erwähnt wird (eventuell bezeichnet das Wort hadar sie), spielt sie in der jüdischen Symbolik eine prominente Rolle und erscheint von 66 bis 70 n. Chr. auf jüdischen Münzen.
Als nächste Zitrusfrüchte tauchen Zitronen und Bitterorange (Pomeranzen) auf römischen Mosaiken auf, etwa im Mausoleum der Constantia, Tochter Konstantins (etwa 330 n. Chr.). Die genaue Zuordnung der abgebildeten Früchte ist allerdings unsicher. Sicher ist, dass mit den arabischen Eroberungen im 9. Jahrhundert arabische Siedler auch Bitterorangen und Zitronen in den eroberten europäischen Regionen anzubauen begannen. Ibn Hauqal, der auf seinen weiten Reisen auch Sizilien besuchte, beschreibt beispielsweise in seinem 977 niedergeschriebenen Buch vom Bild der Erde auch die umfangreichen Gärten, in denen auf Grund der eingeführten Bewässerungsmethoden Orangen- und Zitronenbäume standen.
Die bekannten kultivierten Zitrusfrüchte erreichten eine ähnliche Bandbreite wie in China. Um 1500 waren im Mittelmeerraum Zitronatzitrone, Zitrone, Limette, Pampelmuse und Bitterorange bekannt. Die portugiesischen Entdecker stießen auf dem Weg nach Indien in ostafrikanischen Gärten arabischer Händler auf Zitronen und Pomeranzen. Auch die süße Orange wurde von ihnen nach Europa gebracht.
Im 18. Jahrhundert verkauften Zitronenhändler (als Konkurrenten der örtlichen Spezereihändler bzw. Gewürzkrämer) ihre Waren auf süddeutschen Märkten, so etwa die „Tyroler Citronen Männer“. Zur Handelsware der sogenannten Zitronenmänner gehörten jedoch nicht nur Zitrusfrüchte wie Zitronen, Limonen und Pomeranzen, sondern auch Zitronat, Granatäpfel, Feigen, Lorbeerblätter, Pistazien, Walnüsse, Mandeln, Parmesankäse, marinierte Fische, Oliven, Rosinen, italienische Wurstwaren, venezianische Seife, italienische Weine, Darmsaiten, genuesische Handschuhe und anderes mehr.
Erst 1805 wurde die Mandarine aus China eingeführt. Etwas früher wurde die aus Barbados stammende Grapefruit, eine Kreuzung aus Pampelmuse und Orange, bekannt. Kumquats wurden der Royal Horticultural Society in London 1846 von Robert Fortune vorgestellt.

### Namen
Die Bezeichnung Zitrus geht auf das lateinische Wort citrus zurück, mit dem unterschiedliche Pflanzen bezeichnet wurden: einmal ein aromatisch duftendes Holz, bei dem es sich wohl um Zedern-Holz sowie Holz der Gliederzypresse handelte, zum anderen die Zitronatzitrone (Citrus medica). Der Name ist also von dem griechischen Wort kédros für Zeder auf die Zitronatzitrone übertragen worden. Die Gemeinsamkeit dieser Pflanzenarten war dabei der Gebrauch als Duftstofflieferant und Mottenabwehrmittel.
Erst Ende des 14. Jahrhunderts erfolgte die Übertragung des Wortes auf eine andere, dann wichtiger werdende Zitruspflanze: die Zitrone (Citrus ×limon). Carl von Linné verwendete die Bezeichnung Citrus 1753 dann für die ganze Gattung. Agrumen (ital.: agrumi, Sauerfrüchte) ist eine Sammelbezeichnung für die Früchte der Zitruspflanzen.
Viele Bezeichnungen für einzelne Vertreter der Zitruspflanzen sind aus dem Arabischen gekommen, siehe dazu die Artikel zu den jeweiligen Pflanzen.

### Symbolik
Die unterschiedlichen Zitrusfrüchte haben über das weite Verbreitungsgebiet die verschiedensten Bedeutungen zugeschrieben bekommen.
In China ist eine Form der Zitronatzitrone, bei der die Segmente nur an einer Seite zusammengewachsen sind und sich an der anderen fingerförmig ausbreiten, als Buddhas Hand bekannt. Sie kann für Reichtum, als Geste des Greifens und weiter als Symbol für Bestechlichkeit verstanden werden. Die große Anzahl an Samen führt zum Begriff der Fruchtbarkeit, der eng mit dem des Reichtums verknüpft war. Etrog, eine andere Form der Zitronatzitrone, ist bei jüdischen religiösen Ritualen wichtig, etwa beim Laubhüttenfest, zusammen mit Palme, Weide und Myrte.
In Europa galten Zitrusfrüchte zuerst als Duftlieferant, Mittel zur Insektenabwehr und Medizin. Als Bestandteil von Rezepten für Pestmedizin tauchte häufig Zitronenschale auf. Oft waren sie in irgendeiner Weise mit dem Tod verknüpft: So trugen zum Tode Verurteilte auf dem Weg zur Hinrichtung eine Zitrone in der Hand, ebenfalls bei Beerdigungen die Trauernden. In der Malerei wird Maria mit einer Zitrusfrucht dargestellt, in der profanen Kunst ist sie Symbol für Verstorbene.

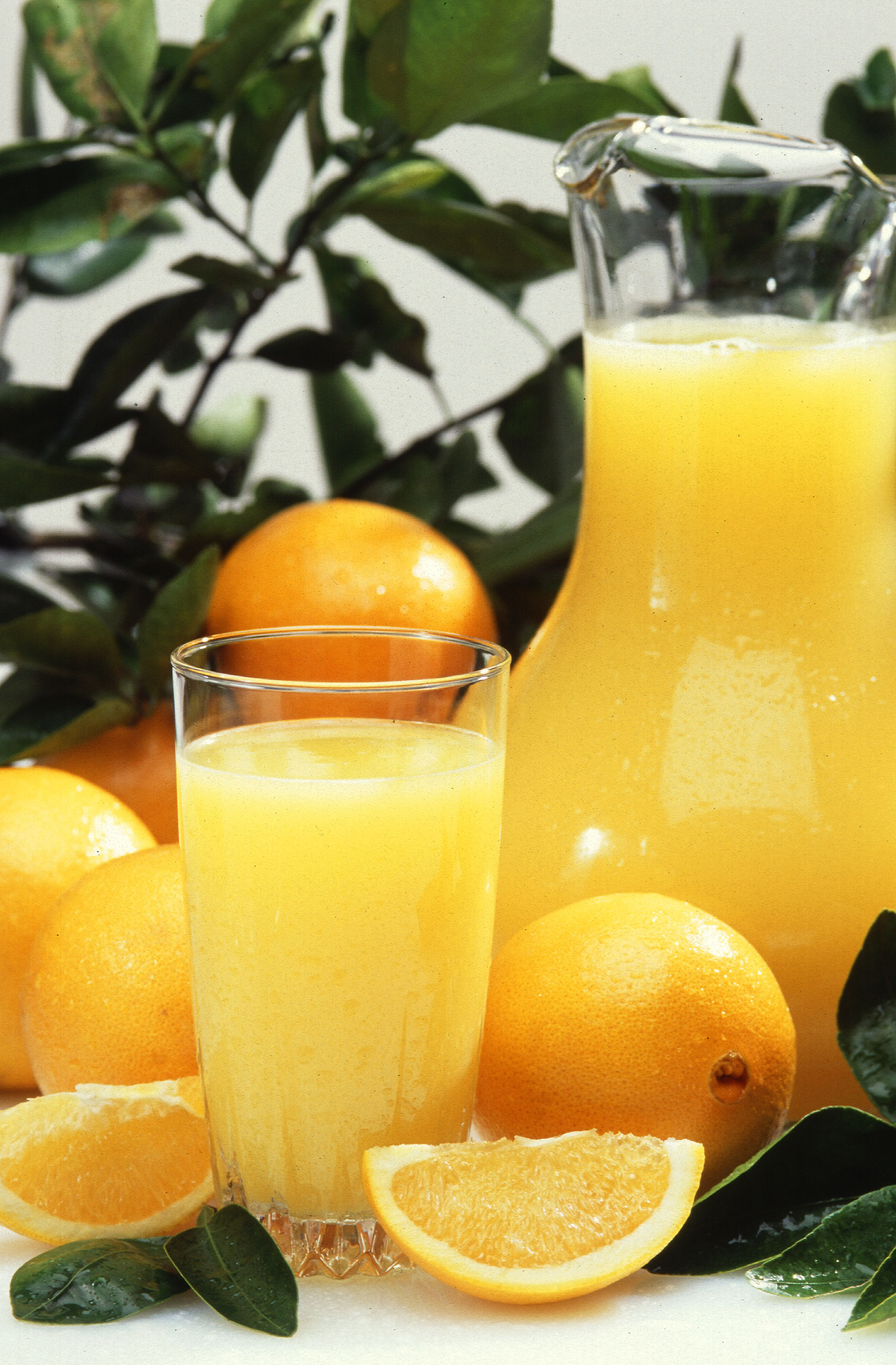
Eine häufige Verwendung ist die Zubereitung als Saft

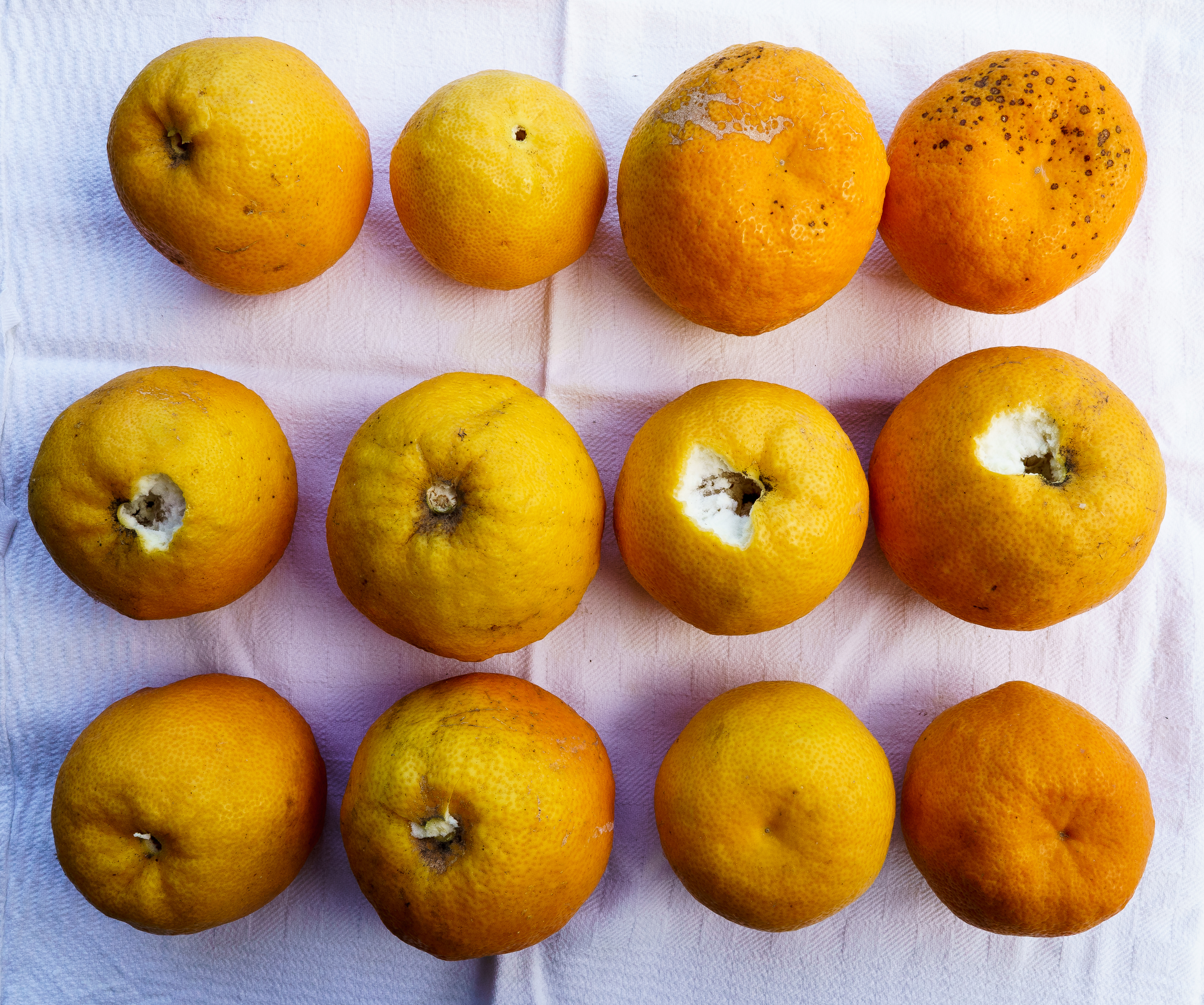
Reife Pomeranzen (Citrus × aurantium)

Da die Zitrusfrüchte in Mitteleuropa ein teures Importprodukt waren, kam ihnen auch eine Bedeutung als Symbol für Luxus und Reichtum zu. Ein eindrucksvolles Beispiel dafür sind die von Patriziern angelegten barocken Hesperidengärten in Nürnberg. Der international agierende Kaufmann und Botaniker Johann Christoph Volkamer ließ seine Zitruspflanzensammlung Anfang des 18. Jahrhunderts unter dem Titel Nürnbergische Hesperides von mehreren Künstlern in Kupfer stechen und kolorieren.
Mit der zunehmenden Verwendung als Nahrungsmittel, weg vom medizinischen Aspekt, werden sie auf bemaltem Geschirr dargestellt. Zusammen mit anderen importierten Früchten stehen sie für die Exotik fremder Länder.

## Verwendung
Die hauptsächliche Verwendung der Früchte ist die als Nahrungsmittel. Als Obst werden die Früchte roh gegessen, etwa ein Drittel wird zu Saft und anderen Produkten weiterverarbeitet. Als Nahrungsmittel sind Zitrusfrüchte vor allem für den hohen Anteil an Vitamin C und Mineralstoffen bekannt. Der Fruchthandel bezeichnet Mandarinen, Clementinen, Satsumas, viele Tangelos und Tangerinen als Easy Peeler (von engl. easy = einfach und to peel = schälen), da sich bei diesen Zitrusfrüchten die Schale leicht vom Fruchtfleisch lösen lässt. Zitrusfrüchte reifen nach der Ernte nicht nach und zählen damit zu den nichtklimakterischen Früchten. Sie sind zudem kälteempfindlich, unter 2 °C werden sie bitter. Die ideale Lagerung liegt bei 7 °C und hoher Luftfeuchtigkeit.
Die in Drüsen der äußeren Schalen gebildeten ätherischen Öle machen sie auch zum Würzen und für Duftmittel interessant. Für die Küche gibt es dafür ein spezielles Haushaltsgerät, den Zestenreißer (teils auch als Zesteur bekannt), der dazu dient, hauchdünne Streifen der äußeren Schale, sogenannte Zesten, abzutrennen. Die äußere Schale wird auch zu Zitronat und Marmelade verarbeitet, in ähnlicher Weise werden Kumquats im Ganzen gegessen. Der Saft von sauren Zitrusfrüchten wird weniger pur verwendet, sondern ebenfalls zum Würzen. Die Blätter der Kaffernlimette werden – ähnlich wie Lorbeerblätter – dem Essen als Gewürz beigegeben. In der arabischen Küche kennt man getrocknete Limetten als Zutat zum Würzen.
Die annähernd weißen Innenschalen (das Mesokarp bzw. die Albedo) enthalten große Mengen Pektin und werden daher auch zur industriellen Pektingewinnung genutzt.
Ätherisches Öl wird auch aus den Blüten gewonnen und kommt als Neroliöl in den Handel.
Die Schale von Zitrusfrüchten wird häufig mit Wachsen (etwa aus Polyethylenwachs, Bienenwachs oder Schellack) behandelt, denen meist Konservierungsstoffe wie Thiabendazol (E 233), Orthophenylphenol (E 231), Natriumorthophenylphenol (E 232), Biphenyl (E 230) und Imazalil zugesetzt werden.
2017 konnte das Niedersächsische Landesamt für Verbraucherschutz und Lebensmittelsicherheit (LAVES) bei fast allen beprobten Zitrusfrüchten Rückstände von Pestiziden nachweisen. Dabei wurde der Grenzwert bei rund 3,4 % der Proben überschritten.
Citrusfasern dienen als Zusatzstoff in der Lebensmittelindustrie.

## Wirtschaftliche Bedeutung

### Erntemengen der wichtigsten Südfrüchte
Diese Gattung ist von kommerzieller Bedeutung, da die Pflanzen ihrer Früchte wegen kultiviert werden. Die Welternte betrug 2021 etwa 128 Millionen Tonnen. Die größten Produzenten der jeweiligen Früchte sind in den Tabellen der Hauptartikel zu finden.
Die von der Erntemenge her wichtigsten Südfrüchte waren 2021:
- Orangen (55.990.058 t)
- Mandarinen 1 (41.950.302 t)
- Zitronen und Limetten 2 (20.828.739 t)
- Grapefruit 3 (9.556.999 t)

In Summe brachten es diese vier Gruppen auf insgesamt 128.326.098 t.

### Anbaugebiete

Weltweite Hauptanbaugebiete für Zitrusfrüchte in orange

Zitruspflanzen wachsen in warmen Regionen, beispielsweise rund um das Mittelmeer. Es gibt allerdings auch Pflanzen, die bis zu −12 Grad Celsius vertragen können. Hauptsächlich werden sie im so genannten Zitrusgürtel zwischen dem 20. und 40. Breitengrad nördlich und südlich des Äquators kultiviert. Da die Zitrusfrüchte eine lange Zeit bis zur Reife benötigen, ist ein langer, warmer Sommer erforderlich; das limitiert den Anbau in kühleren Klimaten. In trockenen Gebieten wie dem Mittelmeerraum muss bewässert werden. In den immerfeuchten tropischen Gebieten wachsen Zitruspflanzen zwar gut, allerdings verhindern hier mehrere Faktoren die kommerzielle Nutzung. Die meisten Sorten tendieren in einem Klima ohne trockene oder kalte Periode dazu, kontinuierlich kleine Mengen an Früchten anzusetzen, die nicht rationell geerntet werden können. Die Schale der Früchte wird unter tropischen Bedingungen oft nicht ausgeprägt farbig, auch wird sie häufig von Pilzen befallen.

### Probleme und Krankheiten

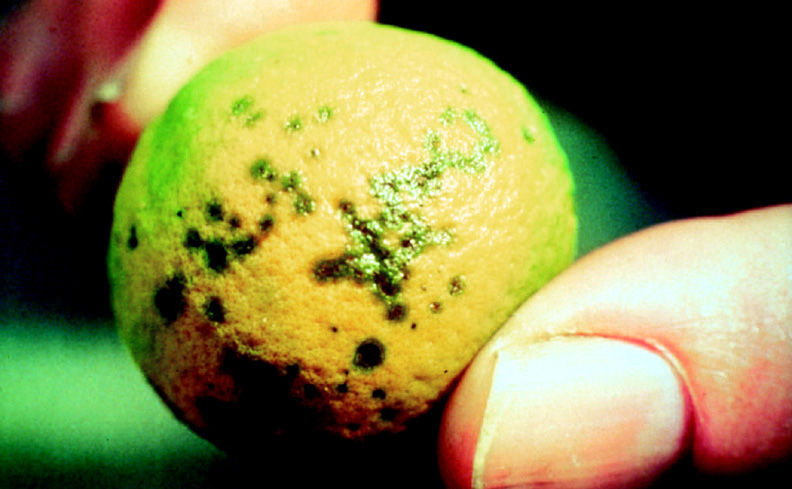
Zitrus-Krebs wird durch Xanthomonas axonopodis verursacht

Eine ganze Reihe von Organismen ernährt sich von Zitruspflanzen und wird daher beim kommerziellen Anbau als Schädling wahrgenommen. Da der Anbau oft in Monokultur erfolgt, ergeben sich bei der Bekämpfung – wie bei anderen Kulturpflanzen auch – Probleme mit der raschen Ausbreitung der Schädlinge und dem raschen Anwachsen der Schädlingspopulationen.
Mehr als 250 verschiedene Insekten wurden auf Zitruspflanzen nachgewiesen. Einige, die sich auf Zitruspflanzen spezialisiert haben sowie beim Anbau besonders als Schädlinge hervortreten, sind der Zitrus-Blattfloh (Diaphorine citri), Schwarze Fliegen (Aleurocanthus woglumi), Weiße Fliegen (Dialeurodes citri, Aleurolobus citriifolia und weitere), Schildläuse (Aonidiella aurantii, Aonidiella citrina), Schmierläuse (Planococcus citri) und Blattläuse (Toxoptera citricida, Toxoptera aurantii). Die Larven und ausgewachsenen Tiere saugen Pflanzensaft, auf den Honigtau-Ausscheidungen siedeln Pilze. Außerdem werden Viruskrankheiten übertragen. Die Larven des Zitrus-Blattminierers (Phyllocnistis citrella) leben in jungen Blättern. Zitrus-Thrips (Scirtothrips spp., Heliothrips haemorraeodalis) und Zitrus-Milben (Eutetranychus orientalis, Eutetranychus banksi, Tetranychus fijiensis) saugen Pflanzensäfte. Frucht fressende Motten (Ophederes spp., Achaea janata) fressen an unreifen Früchten, die dann faulen und abfallen. Die Raupen etlicher Arten der Gattung Papilio fressen an Zitruspflanzen, wobei manche davon, wie z. B. Papilio demoleus, beträchtliche Fraßschäden verursachen können. Die Falter einer Mottenart (Inderbela quadrinotata) legen ihre Eier auf die Rinde ab. Die Larven fressen unter der Rinde.
Pilze wie Phytophthora citrophtora und andere Phytophthora-Arten infizieren die Pflanzen meist über die Wurzel, besonders bei großer Bodennässe. Sporen gelangen durch Regenwasser an verschiedene Pflanzenteile, wo sie sowohl Holz als auch Blätter oder Früchte befallen. Durch Auswahl geeigneter Unterlagen lässt sich die Anfälligkeit der Pflanzen verringern. Fusarium-Pilze greifen ebenso die Wurzeln an, Pellicularia salmonicolor Stamm und Zweige. Auf den Blättern und jungen Zweigen finden sich verschiedene Arten Mehltau (Acrosporium tingitaninum, Colletotrichum gloeosporioides, Botryodiplodia theobromae) und Schorf (Elsinoe fawcettii).
Durch Bakterien, die an winzigen Verletzungen in Blätter, Zweige und Früchte eindringen, wird Zitrus-Krebs (Xanthomonas axonopodis cv. citri) ausgelöst. Es bilden sich rundliche, graue Flecken, bei starkem Befall sterben die Blätter und Zweige ab, befallene Früchte sind nicht mehr zu verkaufen. Das „Citrus Greening“ wird durch Liberobacter-Bakterien ausgelöst, die von Blattflöhen verbreitet werden und das Phloem der Pflanzen bewohnen.
Auch Viren werden an Zitruspflanzen festgestellt, so das Citrus-Tristeza-Virus (CVD), Citrus-Exocortic-Viroid (CEVd), Mosaik- und Ringflecken-Virus. Durch In-vitro-Vermehrung lassen sich virusfreie Pflanzen ziehen.
Wenn auf einer Fläche lange Zeit Zitruspflanzen kultiviert werden, wachsen junge Pflanzen nicht mehr gut (Nachbauprobleme). Das lässt sich teilweise auf eine erhöhte Zahl von schädlichen Pilzen im Boden zurückführen, allerdings scheiden zumindest Bitterorangen und vermutlich auch andere Arten Stoffe aus, die das Wachstum anderer Pflanzen hemmen (Allelopathie). Je nachdem welche Sorte nachgepflanzt werden soll, kann auch diese empfindlich darauf reagieren.

### Nährstoffbedarf
Für Zitruspflanzen sind die 18 chemischen Elemente als Nährstoffe notwendig, die für das Wachstum von Grünpflanzen allgemein erforderlich sind. Da das Wachstum und die Erntemenge an Zitrusfrüchten bei Nährstoffmangel gravierend beeinträchtigt sein können, werden beispielsweise auf den Zitrusplantagen in Florida häufig Nährstoffanalysen aus eingesammelten Blättern von Zitrusbäumen durchgeführt, um entsprechende Mangelzustände rechtzeitig erkennen und beheben zu können.
| Nährstoff      | Erscheinungen bei Mangelzustand |
| -------------- | --- |
| Stickstoff (N) | Wachstumsverzögerung, verringerte Blüte, hellgrün verfärbte Blätter (Erscheinungen ähneln denen des Magnesiummangels)                                                            |
| Phosphor (P)   | Wachstumsverzögerung, ältere Blätter verlieren ihre dunkelgrüne Farbe, fallen vorzeitig ab, Früchte fallen vorzeitig ab                                                          |
| Kalium (K)     | Wachstumsverzögerung, gelbgefärbte Blattspitzen und -ränder, vermehrte Empfindlichkeit gegen Trockenheit und Kälte                                                               |
| Bor (B)        | Früchte fallen vorzeitig ab, reife Früchte sind kleiner, weisen harte Schalen und ggf. innen braune Flecken auf, Blätter sind verdickt, zeigen Chlorose, sind nach unten gerollt |
| Chlor (Cl)     | keine Mangelsymptome bei Zitruspflanzen bekannt |
| Magnesium (Mg) | Fruchtnahe reife Blätter zeigen irreguläre gelbe Flecken, die sich zunehmend beidseits der Mittelrippe ausbreiten, betroffene Blätter fallen leichter ab                         |
| Calcium (Ca)   | Gelbverfärbung der Blattbereiche zwischen den Blattrippen, vor allem in den Wintermonaten, kleinere und fehlgeformte Früchte                                                     |
| Schwefel (S)   | Chlorose auch an jungen nicht nur an alten Blättern |
| Eisen (Fe)     | Chlorose vor allem an jungen Blättern, die Blattadern sind dabei grüner, Eisenmangel tritt häufig kombiniert mit Zink- und Manganmangel auf                                      |
| Kupfer (Cu)    | Ungewöhnlich kräftiges, dunkelgrünes Blattwerk, häufig mit emporgebogener Mittelrippe, später entlauben sich die Zweige, braune Flecken auf den Früchten, verhärtete Schale      |
| Zink (Zn)      | Hellgrüne flächige Aufhellungen der Blätter, während die Blattrippen selbst dunkelgrün bleiben                                                                                   |
| Mangan (Mn)    | Fleckige gelbliche Aufhellungen der Blätter zwischen den Blattrippen, die selbst grün bleiben, kleinere und weniger Früchte                                                      |
| Molybdän (Mb)  | Entwicklung größerer chlorotischer Flecken zwischen den Blattrippen in den Sommermonaten, betroffene Blätter fallen später häufig ab                                             |
| Nickel (Ni)    | Absterben der Blattspitzen, Gelbverfärbung der Blattränder |

## Systematik

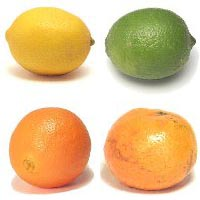
Verschiedene Zitrusfrüchte
gelb: Zitrone, grün: Limette
orange: Orange und Mandarine

Linné stellte 1753 die Gattung Citrus auf und benannte fünf Vertreter (in Klammern die von Linné benutzten Namen): Zitronatzitrone (Citrus medica), Zitrone (Citrus medica var. limon), Bitterorange (Citrus aurantium), süße Orange (Citrus aurantium var. sinensis) und Pampelmuse (Citrus grandis).

### Externe Systematik
Innerhalb der Familie der Rautengewächse (Rutaceae) zählt die Gattung Citrus zur Unterfamilie Aurantioideae. Diese wird in die Tribus Clauseneae und Citreae unterteilt, die weitere Unterteilung in Subtriben wird von neueren Untersuchungen nicht gestützt. Die Schwestergruppe von Citrus wird in den Gattungen Atalantia, Limonia und Severinia vermutet. Weitere verwandte Gattungen in der Tribus Citreae sind unter anderen Citropsis, Pleiospermium, Feroniella, Merillia, Murraya und Triphasia. Der letzte gemeinsame Vorfahre der Zitrusgewächse lebte schätzungsweise vor 7 Millionen Jahren.

### Interne Systematik
Die Abgrenzung einzelner Arten innerhalb der Zitruspflanzen erwies sich lange als problematisch. Kreuzungen sind zwischen allen Arten möglich. Da viele dieser Arten und Sorten schon lange in Kultur sind, wurden sie von Menschen weit über ihr natürliches Vorkommen hinaus verbreitet, verschiedene Arten und Sorten in Gärten nebeneinander gepflanzt und nach wünschenswerten Fruchtqualitäten ausgelesen. Vom Menschen unbeeinflusste Populationen existieren nur noch von Arten, die keine wohlschmeckenden Früchte hervorbringen.
Durch die Möglichkeit der Zitruspflanzen, nucellare Embryonen zu bilden, die genetisch mit der Mutterpflanze identisch sind, können Mutationen weitergegeben werden und ansonsten sterile Hybriden können sich vermehren. Die resultierenden Sämlinge können allerdings anders als die Mutterpflanze aussehen, etwa weil junge Zitruspflanzen Dornen tragen und größere Blätter besitzen. Das trug dazu bei, dass Forscher über die Zuordnung einer Pflanze – sei es eine bestimmte Art, eine Kreuzung oder eine von Menschen gezüchtete Sorte – oft im Unklaren waren.
Mutationen kommen bei Zitruspflanzen recht häufig vor, ebenso Pflanzen mit doppelten Chromosomensätzen. Die dadurch entstehenden Variationen komplizieren die Situation weiter.

#### Swingle und Tanaka
Anfang des 20. Jahrhunderts begann Walter Tennyson Swingle mit seinen Untersuchungen der Systematik der Zitruspflanzen. Auf einer Forschungsreise durch Ostasien lernte er Tyōzaburō Tanaka kennen, der mit ihm zusammenarbeitete. Später publizierten die beiden unabhängig voneinander, wobei Swingle sich darauf konzentrierte, möglichst nur natürlich entstandene Taxa zu beschreiben, während Tanaka die ganze Vielfalt der Zitruspflanzen zu erfassen suchte. Das Ergebnis war, dass Swingle 16 Citrus-Arten anerkannte, während Tanaka dasselbe Pflanzenmaterial in 162 Arten einteilte.
Nachfolgende Wissenschaftler kritisierten an Tanakas System, dass die meisten der Arten ihren Ursprung als Hybriden und gezüchtete Sorten hätten: Das unterschiedslose Nebeneinander von Kultursorten und natürlichen Arten sei falsch.
Auch von Swingles Arbeiten ist nicht mehr viel gültig – die modernen Methoden der Genanalyse haben gezeigt, dass sowohl Art- als auch Gattungsgrenzen anders verlaufen als von ihm postuliert. Allerdings hatte Swingles System einen großen Einfluss auf die Benennung von Zitruspflanzen wegen des Anspruchs, die natürlichen Verhältnisse abzubilden.

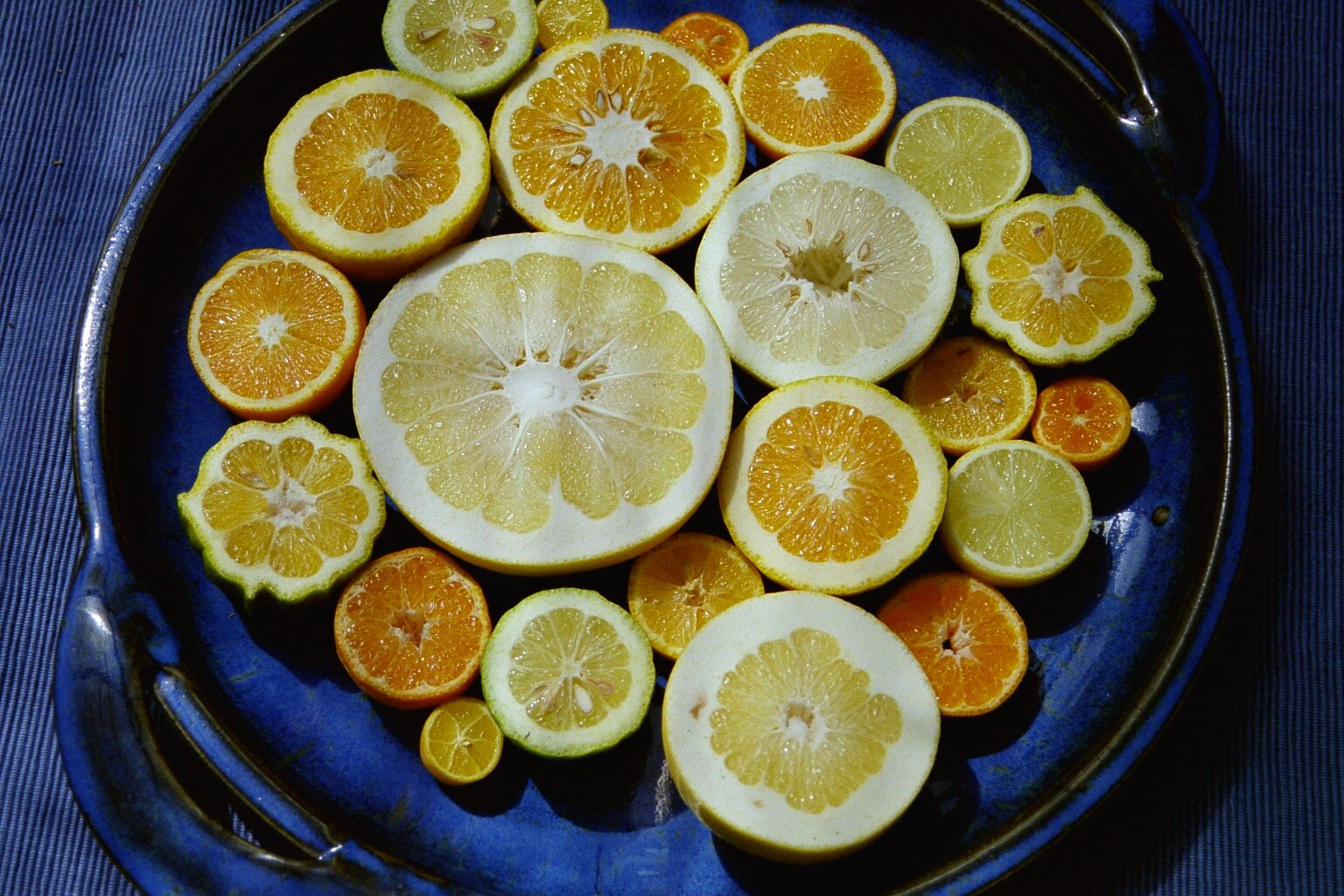
Querschnitte einiger Zitrusfrüchte

#### Gärtnerische Systematik
Aufgrund der leichteren Handhabbarkeit hält sich ein an Swingle angelehntes System der Bezeichnungen auch im Gartenbau. Die Gruppierung erfolgt nicht so sehr nach gemeinsamer Abstammung, sondern nach ähnlichen Früchten. Auskunft darüber, ob sich hinter einem botanischen Namen eine Sorte, eine Sortengruppe oder eine natürliche Art verbirgt, darf man von diesem System nicht erwarten. Da die alten Namen im Handel verwendet werden, hier eine Übersicht:
- Mandarinen
  - Mandarine (Citrus reticulata)
  - Clementine (Citrus × aurantium Clementine-Gruppe, Syn.: Citrus clementina)
  - Satsuma (Citrus × aurantium Satsuma-Gruppe, Syn.: Citrus unshiu)
  - Mangshan (Citrus deliciosa, Syn.: Citrus mangshanensis[28]): Sie kommt in Japan und Taiwan vor.
- Orangen
  - Apfelsine oder Orange (Citrus × aurantium Orangen-Gruppe, Syn.: Citrus sinensis)
  - Bitterorange oder Pomeranze (Citrus × aurantium Bitterorangen-Gruppe)
  - Bergamotte (Citrus × limon Bergamotte-Gruppe, Syn.: Citrus bergamia)
- Pampelmusen
  - Pampelmuse oder Pumelo (Citrus maxima)
  - Grapefruit (Citrus × aurantium Grapefruit-Gruppe, Syn.: Citrus paradisi)
  - Pomelo (Citrus × aurantium Pomelo-Gruppe)
- Limetten
  - Echte Limette (Citrus × aurantiifolia)
  - Gewöhnliche Limette (Citrus × aurantiifolia, Syn.: Citrus latifolia)
  - Kaffernlimette (Citrus hystrix)
  - Rangpur-Limette (Citrus × jambhiri)
- Zitrone (Citrus × limon Zitronen-Gruppe)
- Zitronatzitrone (Citrus medica)
- Kumquats (Citrus japonica, Syn.: Fortunella)

#### Phylogenetische Systematik

Genetischer Stammbaum einiger ausgewählter Zitrusfrüchte

Die Gattung lässt sich intern in zwei Gruppen einteilen, die sich wahrscheinlich vom südostasiatischen Festland aus Richtung Südosten bis nach Australien ausbreiteten. Die erste Gruppe enthält die Zitronatzitrone (Citrus medica) und Citrus indica sowie die weit südöstlich verbreiteten Gattungen Clymenia, Eremocitrus, Microcitrus und Oxanthera. Die zweite Gruppe, nordöstlicher verbreitet, enthält die restlichen Citrus-Arten, die früher unter dem Namen Fortunella abgetrennten Kumquats (Citrus japonica) sowie Poncirus.
Die Vielfalt der kultivierten Zitruspflanzen geht auf nur wenige Arten zurück: namentlich die Zitronatzitrone (Citrus medica), die Mandarine (Citrus reticulata) und die Pampelmuse (Citrus maxima). Auch diese drei sind keineswegs von Naturstandorten bekannt, sondern stellen so wie wir sie kennen vom Menschen ausgelesene Formen dar. Es sind nur wenige weitere Arten aus der Natur bekannt, bei denen außerdem immer in Zweifel steht, ob sie nicht Gartenflüchtlinge sind oder zumindest durch Gen-Austausch mit benachbarten kultivierten Sorten beeinflusst wurden. Nur bei neueren Züchtungen sind die Eltern sicher bekannt, bei den traditionellen Sorten können diese nur durch genetische Studien erschlossen werden.
Für folgende Arten wird angenommen, dass sie nicht durch Kreuzung entstanden sind:
- Citrus celebica Koord. – Celebes
- Citrus halimii B.C. Stone – Thailand, Malaysia, Borneo
- Citrus hystrix DC. – Kaffernlimette – Malaysia, Indonesien
- Citrus ichangensis Swingle – Ichang-Papeda – Süd-China
- Citrus japonica Thunb. – Kumquat – Südost-China
- Citrus latipes (Swingle) Tanaka – Nordost-Indien
- Citrus macroptera Montrouz. – Malaysia, Indonesien
- Citrus maxima (Burm.) Merr. – Pampelmuse – Südostasien (Malaysia)
- Citrus medica L. – Zitronatzitrone – Nordost-Indien, Myanmar
- Citrus micrantha Wester – Philippinen
- Citrus reticulata Blanco – Mandarine
- Citrus tachibana (Makino) Tanaka – eventuell Wildform der Mandarine – Taiwan, Süd-Japan
- Citrus swinglei Burkill ex Harms – Sie wurde von der Malaiischen Halbinsel beschrieben

Die kommerziell genutzten Sorten gehen auf Kreuzungen zurück, deshalb bekommen alle Sorten, die auf die gleichen Eltern zurückgehen, einen gemeinsamen Namen. Sie können weiter in Sorten-Gruppen eingeteilt werden.
- Citrus ×aurantium = Citrus maxima × Citrus reticulata. Die Kreuzung aus Mandarine und Pampelmuse führte sowohl zu den Bitterorangen wie auch zu den süßen Orangen. Rückkreuzungen von Orangen und Pampelmusen ergaben Grapefruit und Pomelos. Aus der Rückkreuzung von Mandarine und Orange sind einige der wirtschaftlich bedeutendsten Sorten hervorgegangen.
  - Citrus ×aurantium Bitterorangen-Gruppe
  - Citrus ×aurantium Orangen-Gruppe
  - Citrus ×aurantium Grapefruit-Gruppe = Citrus maxima × Citrus ×aurantium Orangen-Gruppe
  - Citrus ×aurantium Pomelo-Gruppe = Citrus maxima × Citrus ×aurantium Grapefruit-Gruppe
  - Citrus ×aurantium Clementinen-Gruppe = Citrus reticulata × Citrus ×aurantium Orangen-Gruppe
  - Citrus ×aurantium Satsuma-Gruppe = Citrus reticulata × Citrus ×aurantium Orangen-Gruppe
- Citrus ×limon = Citrus ×aurantium Bitterorangen-Gruppe × Citrus medica. Aus der Zitronatzitrone und der Bitterorange entstanden Zitrone und Bergamotte.
  - Citrus ×limon Zitronen-Gruppe
  - Citrus ×limon Bergamotte-Gruppe
- Citrus ×jambhiri = Citrus reticulata × Citrus medica. Aus der Kreuzung von Mandarine und Zitronatzitrone entstanden folgende Sortengruppen:
  - Citrus ×jambhiri Jambhiri-Zitronen-Gruppe
  - Citrus ×jambhiri Rangpur-Limetten-Gruppe
- Citrus ×aurantiifolia = Citrus micrantha × Citrus medica. Aus der Zitronatzitrone und aus Citrus micrantha oder einer nahe verwandten Art entstanden einige als Limetten bezeichnete Sorten.
- Citrus ×junos = Citrus ichangensis × Citrus reticulata var. austera, siehe Yuzu